# Lot Davida Copperfielda
Lot Davida Copperfielda – efekt iluzjonistyczny zaprezentowany przez Davida Copperfielda, a stworzony przez Johna Gaughana. W przeciwieństwie do poprzednich trików z lewitacją, takich jak np. Lewitacja Balducci, lot Copperfielda odbywał się na wysokości kilku metrów oraz na różnych płaszczyznach (w innych tego rodzaju sztuczkach iluzjonista unosił się jedynie w płaszczyźnie pionowej). Oprócz lotu ponad sceną Copperfield zaprezentował również przelot pomiędzy kręcącymi się pierścieniami oraz unoszenie się wewnątrz wielkiego pudła z pleksiglasu, co miałoby wykluczyć użycie linek do wykonania iluzji. Podczas pokazu David wziął na ręce kobietę wybraną z widowni i uniósł się razem z nią. Sztuczka działa w oparciu o patent USA nr 5354238, w którym wyjaśniony jest mechanizm triku.

## Wyjaśnienie efektu
Do wykonania pokazu Copperfield użył specjalnych lin (na początku filmu można zobaczyć lekkie odbicie się światła od cienkich lin). Liny te mogą wytrzymać obciążenie 100 kg przy grubości dochodzącej do kilku milimetrów. Przy pomalowaniu ich na kolor tła, na którym odbywa się pokaz i zastosowaniu sztucznej mgły i odpowiedniego oświetlenia liny stają się niezauważalne. Liny przymocowane są do pierścienia, który znajduje się na wysokości miednicy iluzjonisty. Pierścień jest ukryty pod czarnym swetrem, w który jest ubrany iluzjonista.
Przelot przez pierścienie jest możliwy, ponieważ przez odpowiednie zgranie podczas obracania dwóch pierścieni można odnieść wrażenie, że obracają się one wokół iluzjonisty. W momencie wlatywania do pudła z pleksiglasu liny są zaczepiane o dwie górne krawędzie bryły, dzięki czemu iluzjonista nawet po zamknięciu pudła może się unosić, ponieważ liny nie są ustawione bezpośrednio nad nim, a biegną po bocznych ścianach konstrukcji.